# 조던 데블린
제이디 맥도나(영어: JD McDonagh, 1989년 3월 15일 ~ )는 본명이 조던 데블린(Jordan Devlin)이다. 아일랜드의 남자 프로레슬링선수다. 키는 177cm(5 ft 10 in)에다가 몸무게는 88kg(194 lb)의 나가는 아주 흔히 볼 수 있는 사람이다. 주로 2006년 프로레슬링 입문으로 밝혀졌다. 주로 16세때 시작으로 확인을 했다. 피니쉬는 아일랜드'스 콜(싯아웃 파이어맨즈 캐리 파워슬램), 패키지 파일드라이버, 데블린 인사이드/데블린 사이드(백 드롭 드라이버), 다이빙 사백오십도 스플래쉬, 그라운드 앱도미널 스트레치, 니 벤딩으로 사용을 한다. 이전에 인디단체 이름이 프랭크 데이비드(Frank David)라는 활동을 한적도 있다고 한다. 그러다가 WWE NXT UK 링네임이 조던 데블린(Jordan Devlin)이라는 가지고 있는데... 지금은 현재 WWE NXT/WWE에서 이름이 제이디 맥도나(JD McDonagh)라고 있다.

## Professional wrestling highlights
- Finishing Moves
  - Brainbuster
  - Devil Inside / Devlin Side (Back drop driver)
  - Diving 450° splash - 2022
  - Ground abdominal stretch - 2022
  - Ireland's Call (Sitout fireman's carry powerslam)
  - Knee bending - 2022
  - Package piledriver
- Signature Moves
  - Arm wrench takedown
  - Back drop suplex
  - Belly-to-back piledriver
  - Corkscrew high kick
  - Delayed vertical suplex
  - Diving crossbody
  - Diving moonsault
  - Japanese arm drag
  - Jumping double foot stomp
  - Lung Blower (Double knee backbreaker)
  - Mat slam
  - Running back elbow smash
  - Slingshot cutter
  - Standing side slam
  - Side kick
  - Standing moonsault
  - Wheelbarrow powerbomb
  - Wheelbarrow STO
- Nicknames
  - "Import Killer"
  - "The Irish Ace"
- Entrance themes
  - "Breathe" by The Prodigy (Independent circuit; 2006-2008)
  - "Inception [Junkie XL remix]" by Hans Zimmer (Independent circuit/ICW; 2008-2018)
  - "The Dragon of Jerusalem" by Steven Solveig and Philippe Falcao (WWE NXT UK/WWE NXT; 2018-2023)
  - "Irish Ace" by Def Rebel (WWE NXT/WWE; 2023-present)
  - "The Other Side" by Alter Bridge (WWE; 2023-present; used as a member of Judgment Day)

## 수상
- BCW 월드 태그팀 챔피언 (1회) - 션 사우스
- 아일리쉬 월드 주니어 헤비웨이트 챔피언 (1회)
- OTT 월드 챔피언 (2회)
- OTT 월드 노 리믹스 헤비웨이트 챔피언 (1회)
- PBW 월드 헤비웨이트 챔피언 (1회)
- 프로그레스 월드 태그팀 챔피언 (1회) - 션 사우스
- 랭크드 넘버 58 오브 더 탑 500 싱글즈 레슬링 인 더 PWI 500 인 2019
- NWA 월드 인터내셔널 라이트웨이트 태그팀 챔피언 (1회) - 숀 기네스
- TNT 월드 챔피언 (1회)
- WWE 월드 크루저웨이트 챔피언 (1회)
- WWE 월드 태그팀웨이트 챔피언 (신 버전) (2회) - 핀 벨러